# Шоменка
Шоменка — река в России, протекает в Марий Эл. В настоящее время впадает в Чебоксарское водохранилище, до заполнения водохранилища была притоком реки Парат. После создания водохранилища длина реки существенно сократилась. На сохранившейся части реки расположен бывший посёлок городского типа Дубовский.

## История
До затопления в 1980—1982 годах Чебоксарского водохранилища, Шоменка впадала на 3,9 километра по правому берегу реки Парат. Длина реки в тот момент составляла 27 км, площадь водосборного бассейна оценивалась 112 км².

## Данные водного реестра
По данным государственного водного реестра России относится к Верхневолжскому бассейновому округу, водохозяйственный участок реки — Волга от устья реки Ока до Чебоксарского гидроузла (Чебоксарское водохранилище), без рек Сура и Ветлуга, речной подбассейн реки — Волга от впадения Оки до Куйбышевского водохранилища (без бассейна Суры). Речной бассейн реки — (Верхняя) Волга до Куйбышевского водохранилища (без бассейна Оки).
Код объекта в государственном водном реестре — 08010400312110000044188.